# Diploastrea heliopora
A Diploastrea heliopora a virágállatok (Anthozoa) osztályának a kőkorallok (Scleractinia) rendjébe, ezen belül a Diploastreidae családjába tartozó faj.
Családjának és nemének az egyetlen faja.

## Előfordulása
A Diploastrea heliopora előfordulási területe az Indiai-óceánban és a Csendes-óceán nyugati felén van. Kenyától és Madagaszkártól kezdve, az Aldabra-szigeten és a Seychelle-szigeteken keresztül, egészen a Délnyugat-Csendes-óceánig többfelé fellelhető. A Vörös-tengerben is van állománya.

## Megjelenése
Masszív megjelenésű és a korallzátonyban jól kivehető kolóniákat alkot. A kolóniák gyakran meghaladják az 1 méteres átmérőt. A legnagyobbak akár 2 méter magasak és 7 méter átmérőjűek lehetnek. A korallpolipok 8-10 milliméter átmérőjűek és bimbózással növelik a telepet. A korallpolip színe barna; a szöveteiben algák élnek.

## Képek

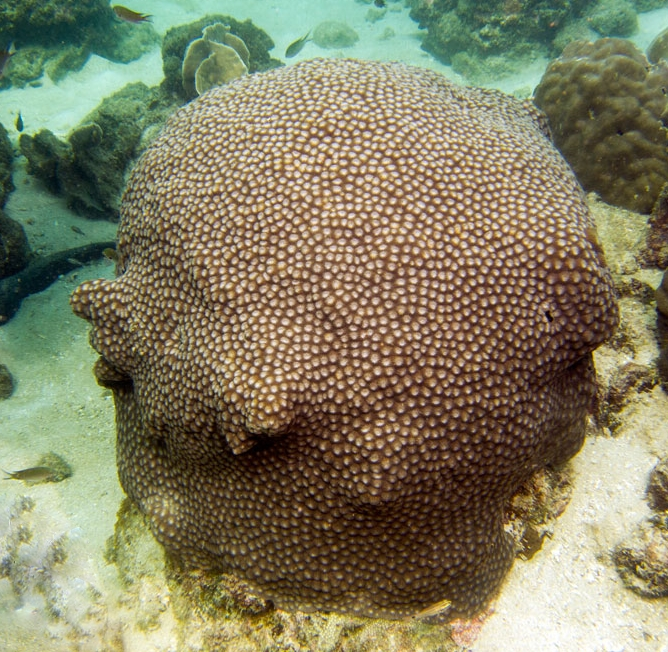
Telepei
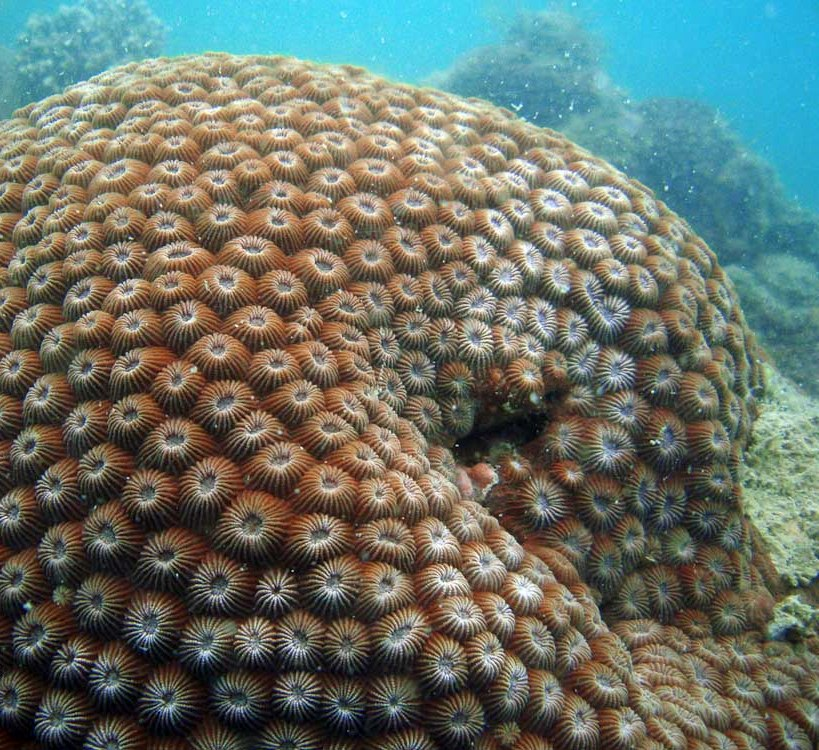
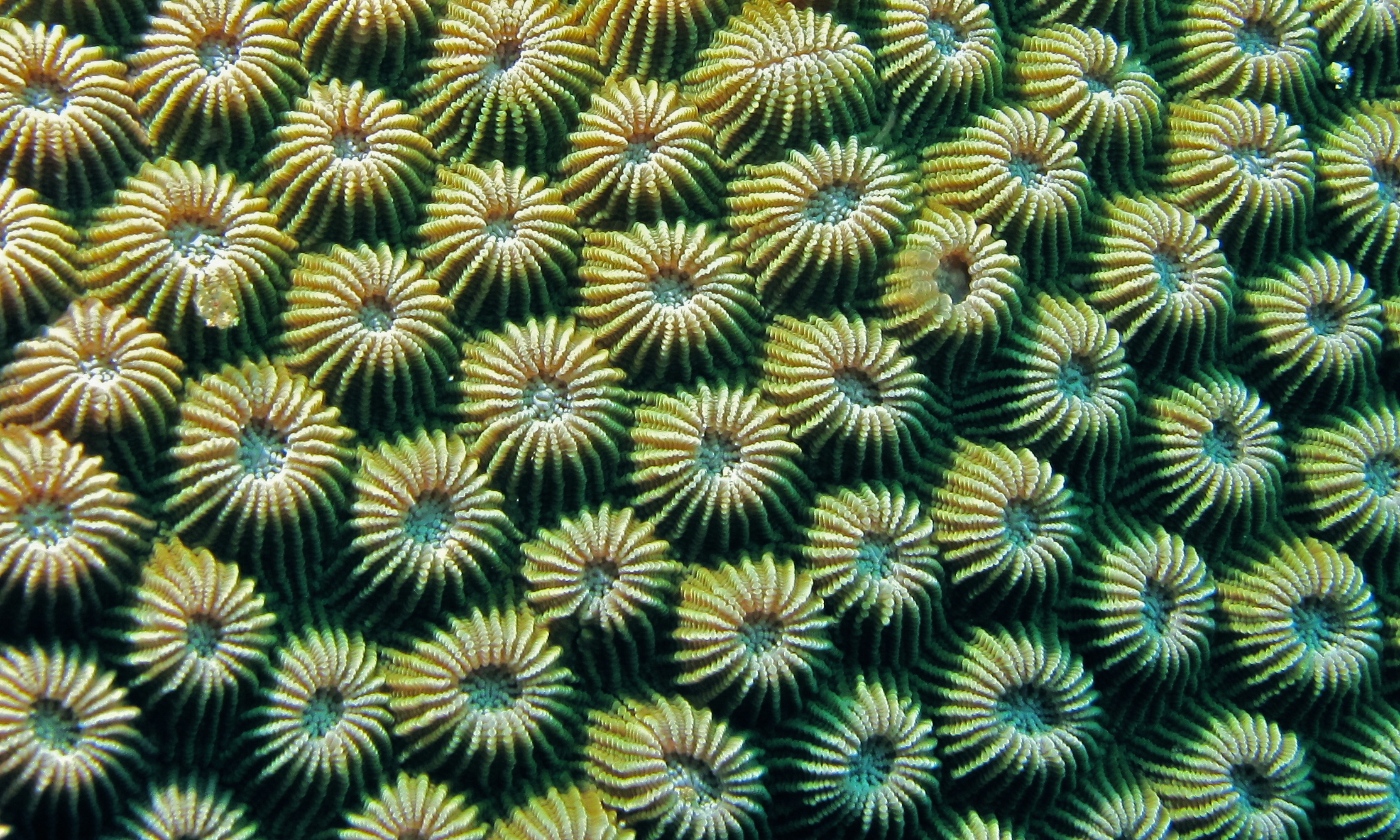
Közelről